# Cold Spring (Kentucky)
Cold Spring – miasto w Stanach Zjednoczonych, w stanie Kentucky, w hrabstwie Campbell.